# 保罗·迪谢奈
保罗·迪谢奈（法語：Paul Duchesnay，1961年7月31日—），法国男子花样滑冰运动员。他曾代表法国参加1988年和1992年冬季奥林匹克运动会花样滑冰比赛，其中1992年冬季奥运会获得一枚银牌。